# جولييت مورو
جولييت مورو (بالإنجليزية: Juliet Morrow)‏ هي عالمة آثار أمريكية، ولدت في 1950.